# Glabrorosalina
Glabrorosalina es un género de foraminífero bentónico considerado un sinónimo posterior de Glabratella de la familia Glabratellidae, de la superfamilia Glabratelloidea, del suborden Rotaliina y del orden Rotaliida. Su especie tipo es Glennbrownia cuylerensis. Su rango cronoestratigráfico abarca el Holoceno.

## Clasificación
Glabrorosalina incluye a la siguiente especie y subespecie:
- Glabrorosalina distincta
  - Glabrorosalina distincta virgulata